# GPS (バンド)
GPS（ジーピーエス）は、2006年にジョン・ペイン（ボーカル、ベース、ギター）、ガスリー・ゴーヴァン（ギター）、ジェイ・シェレン（ドラム、パーカッション）によって結成されたプログレッシブ・ロック・グループである。3人はエイジアで一緒に仕事をしていた。エイジアの4人目のメンバーであるジェフ・ダウンズがバンドのクラシック・ラインナップによる再結成に参加して、当時のラインナップを解散させたとき、『Architect of Time』と呼ばれるアルバムに取り組んでいた。 ペイン、ゴーヴァン、シェレンは、2006年2月に「One」と呼ばれる新しいバンドの結成を発表した。しかし、同名の別のロック・バンドを発見した後、バンドは3人の創始者のイニシャル（Govan、Payne、Schellen）からGPSに名前を変更した。

## 略歴
バンドは、2006年8月にヨーロッパでインサイド・アウト・ミュージックから『ウィンドウ・トウ・ザ・ソウル』という10曲入りのアルバムをリリースした。北米でのリリースは翌9月に行われた。アルバムはもともと5月にリリースされるアルバム『One』として発表されていた。すべての収録曲がペイン、シェレン、ゴーヴァンの連名でクレジットされ、アルバムとその後に行われたツアーにおけるキーボードは、スポックス・ビアードの奥本亮によって演奏された。バンドは2006年9月-10月にライブを行い、2007年後半には2本の日本公演を行った。
GPSと並行して、ペイン、ゴーヴァン、シェレンに、エイジア・フィーチャリング・ジョン・ペインとしてキーボードのエリク・ノーランダーが加わった。ノーランダーはまた、米国公演の1日で、GPSのために奥本に代わって演奏した。ゴーヴァンは後にエイジア・フィーチャリング・ジョン・ペインを脱退する。ノーランダーもその後、エイジア・フィーチャリング・ジョン・ペインを脱退し、奥本が代わりに加入している。

## ディスコグラフィ

### スタジオ・アルバム
- 『ウィンドウ・トウ・ザ・ソウル』 - Window To The Soul (2006年)

※『ウィンドウ・トウ・ザ・ソウル』の素材の約半分は、もともと『Architect of Time』のために書かれたものであった。2005年11月のエイジアからのプレスリリースでは、エイジアのアルバム（『Architect of Time』と呼ばれる）収録曲のタイトルとして「Written on the Wind」、「I Believe in Yesterday」、「Since You've Been Gone」が挙げられており、これらは、ペイン、ゴーヴァン、シェレンが分裂前にダウンズとレコーディングしていた。